# フランシス・グリーンウェイ

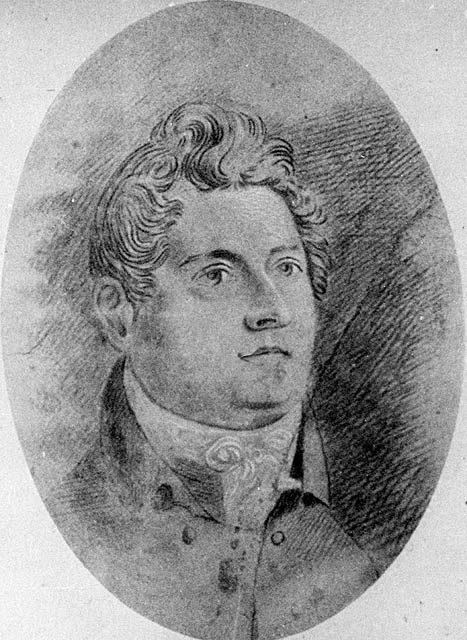
フランシス・グリーンウェイ

フランシス・グリーンウェイ（Francis Howard Greenway、1777年11月20日 - 1837年9月）は、イギリス生まれの建築家。
囚人として流刑先のオーストラリアなどイギリス植民地で活躍した。 イギリス・ブリストル生まれ。 

## 経歴
- 1777年、ブリストル近郊の石工や建築家の家族に生まれる。兄弟で建築設計事務所を主宰していたが、ナポレオン戦争での不況により、倒産回避のため契約書改ざんを図る。
- 1812年、文書偽造のために逮捕、死刑宣告をうけるが、その後オーストラリア・ニューサウスウェールズ植民地への懲役14年流刑に処される。
- 1814年、シドニー着後、執行猶予により、建築家としての仕事を再開。
- 1815年、ハーバー・ブリッジ案を提案、公共事業へ参画しはじめる。
- 1816年、時の総督ラックラン・マッコーリーから、公共事業担当の建設副監督官に任命される。
- 1818年、サウス・ヘッド灯台を手がけ、この功績で仮赦免を受ける。
- 1819年、囚人宿舎の設計により特赦を受け、自由の身となる。
- 1822年、報酬等でマッコーリーとの見解の相違をうけ、イギリス政府から通達によって職を解かれる。植民地での職人に対する技術向上を目的に、到達度別に呼応した支払手法の導入を主張していたとされる
- 1837年、ハンター・ヴァリーの自宅で死去

## 代表作
現存しているもののうち、改築されているものもある。
- リバプール・セント・ルークス教会
- 総督官邸・馬小屋（1816年から1821年）現ニューサウスウェールズ音楽堂・音楽院(Conservatorium of Music)
- ハイド・パーク・バラックス（囚人宿舎、1817年から1819年、パラマタ女性就業工場）
- サウス・ヘッドの灯台（1818年）
- セント・ジェームズ教会（St. James Church、1819年から1824年）
- ウィンザー・セント・マシューズ教会（聖マタイ英国国教会　St Matthew’s Anglican Church）
- キャンベル邸
- 最高裁判所（1820年から1828年）
- セント・トーマス・アングリカン教会（1828年）

## その他
- スタイルは当時流行のジョージアン様式であったが、オーストラリアの風土に適するデザインを用いた。
- オーストラリアで最初に発行された10ドル紙幣の肖像に採用されている。
- オーストラリア最高峰の建築賞の名として、ジョン・サルマンとともに「サルマン・アンド・フランシス・グリーンウェイ賞」と名づけられている。